# Diplôme d'études professionnelles
Pour les articles homonymes, voir Diplôme d'études et DEP.
Le diplôme d'études professionnelles (DEP) est un diplôme au Québec. Il vise la préparation à des métiers tels celui de coiffeur, cuisinier, secrétariat, assistant en soins de santé et les métiers de construction comme électricien, plombier et menuisier. Un DEP prépare généralement l'étudiant à entrer directement sur le marché du travail.
La durée d'un cours du DEP varie entre 600 et 1 800 heures.
Le ministère de l'Éducation, du Loisir et du Sport du Québec délivre le DEP, avec mention du métier ou de la profession, à l'élève qui a accumulé toutes les unités du programme de formation professionnelle.
Ce diplôme se classe au niveau 3 de la Classification internationale type de l'éducation (CITE) 1997 et 2011.